# ゼイン・エモリー
ロドニー・ゼイン・エモリー (Rodney Zayne Emory、1998年6月3日 - ) は、アメリカの俳優兼歌手です。

## バイオグラフィー
1998年6月3日、テネシー州マクミンビル生まれ。彼は幼い頃から演技に興味を持っていました。 小学校に在学中、エモリーは 2007 年の優れたユース デビューでギャラリー シアター アワードを受賞し、2008 年にはユース フォーカス タレント ショーでオレゴン州ダブル グランド チャンピオンシップを受賞しました。

## 主な出演作品

### 映画
| 公開年 | 邦題 原題                                                                       | 役名                   | 備考         |
| ------ | ------------------------------------------------------------------------------- | ---------------------- | ------------ |
| 2011   | ラブ・アゲイン Crazy, Stupid, Love                                              | エリック、ロビーの友達 |              |
| 2012   | シュマグレギーは世界を救う Shmagreggie Saves the World                          | マックス               | テレビ映画   |
| 2014   | アメリカの教育 An American Education                                            | ランス                 | テレビ映画   |
| 2015   | リトルルーパーズ Little Loopers                                                 | デビッド               |              |
| 2016   | 最大乗車 Maximum Ride                                                           | イギー                 |              |
| 2018   | 愛にあふれて Brimming with Love                                                 | タイラー               | テレビ映画   |
| 2020   | アメリカン パイ プレゼンツ: ガールズ ルール American Pie Presents: Girls' Rules |                        | ビデオに直接 |

### TV
| 公開年    | 邦題 原題                                                | 役名                                     | 備考                                                   |
| --------- | -------------------------------------------------------- | ---------------------------------------- | ------------------------------------------------------ |
| 2009      | クリミナル・マインド FBI行動分析課 Criminal Minds        | ライアン                                 | エピソード：「ホーンテッド」                           |
| 2010      | デスパレートな妻たち Desperate Housewives                | パトリック（12歳）                       | エピソード：「もし…」                                  |
| 2010      | ゴースト 〜天国からのささやき Ghost Whisperer            | ピッグマスクキッド                       | エピソード：「子供たちのパレード」                     |
| 2010      | クローザー The Closer                                    | エイブリー・ディスケン                   | エピソード：「お手伝い募集」                           |
| 2011      | シェキラ! Shake It Up                                    | ハワード                                 | エピソード：「スウェットアップ」                       |
| 2011      | CSI:マイアミ CSI: Miami                                  | ボビー・ノーラン                         | エピソード：「ロングゴーン」                           |
| 2010–2011 | 爆音家族 I'm in the Band                                 | チャールズ・"チャッキー"・アルバートソン | 5 エピソード                                           |
| 2011–2012 | シェイムレス 俺たちに恥はない Shameless                  | サイモン                                 | 2 エピソード                                           |
| 2013      | 天才学級アント・ファーム A.N.T. Farm                     | グラハム                                 | エピソード：「RestaurANTeur」                          |
| 2013      | モダン・ファミリー Modern Family                         | 映画ファン                               | エピソード：「ラリーの妻」                             |
| 2013      | とび蹴りアチョ〜ズ Kickin' It                            | タッド・モナコ                           | エピソード：「カートの女王」                           |
| 2014      | お父さんが走るのを見る See Dad Run                       | グレッグ・ハワード                       | エピソード：「お父さんが部屋のお母さんになるのを見て」 |
| 2015–2022 | それいけ! ゴールドバーグ家 The Goldbergs                 | J.C.スピンク                             | 繰り返しの役割/29話                                    |
| 2015–2018 | クレイジー・エックス・ガールフレンド Crazy Ex-Girlfriend | ブレンダン・プロクター                   | 繰り返しの役割/8話                                     |
| 2016–2018 | 24:レガシー 24: Legacy                                   | ドリュー・フェルプス                     | 4 エピソード                                           |
| 2016–2017 | SUPERGIRL/スーパーガール Supergirl                       | リック・マルバーン（若い）               | 2 エピソード                                           |
| 2017–2018 | ランナウェイズ Runaways                                  | ブランドン                               | 3 エピソード                                           |
| 2018–2021 | ザ・ルーキー 40歳の新米ポリス!? The Rookie               | ヘンリー・ノーラン                       | 9 エピソード                                           |